# Mykyta Burda
Mykyta Valerijovyč Burda (in ucraino Микита Валерійович Бурда?; Kiev, 24 marzo 1995) è un calciatore ucraino, difensore del Kolos Kovalivka.

## Carriera

### Club
Ha iniziato a giocare nelle giovanili della Dinamo Kiev a 16 anni. Nel 2014 esordisce in prima squadra.
L'8 marzo 2015 realizza, al 94º minuto di gioco, il primo gol in carriera dando la vittoria per 1-0 alla Dinamo sull'Olimpik Donec'k.

### Nazionale
Ha giocato in molte delle nazionali giovanili ucraine, per poi venire convocato per la prima volta in nazionale maggiore nel marzo 2015 in vista di una gara di qualificazione agli Europei 2016 (poi persa per 1-0) il 27 marzo con la Spagna (in trasferta), dove non ha esordito. Il debutto arriva poi nell'amichevole pareggiata per 0-0 3 anni e 2 mesi più tardi sul campo neutro di Ginevra contro il Marocco il 31 maggio 2018.

## Statistiche

### Presenze e reti nei club
Statistiche aggiornate al 21 agosto 2023.
| Stagione           | Squadra            | Campionato         | Campionato | Campionato | Coppe nazionali | Coppe nazionali | Coppe nazionali | Coppe continentali | Coppe continentali | Coppe continentali | Altre coppe | Altre coppe | Altre coppe | Totale | Totale | Totale |
| Stagione           | Squadra            | Comp               | Pres       | Reti       | Comp            | Pres            | Reti            | Comp               | Pres               | Reti               | Comp        | Pres        | Reti        | Pres   | Reti   |        |
| ------------------ | ------------------ | ------------------ | ---------- | ---------- | --------------- | --------------- | --------------- | ------------------ | ------------------ | ------------------ | ----------- | ----------- | ----------- | ------ | ------ | ------ |
| 2014-2015          | Dinamo Kiev        | PL                 | 5          | 1          | KU              | 3               | 0               | UEL                | 6                  | 0                  | SU          | 0           | 0           | 14     | 1      |        |
| 2015-2016          | Dinamo Kiev        | PL                 | 0          | 0          | KU              | 2               | 0               | UCL                | 0                  | 0                  | SU          | 0           | 0           | 2      | 0      |        |
| 2016-2017          | Dinamo Kiev        | PL                 | 4          | 1          | KU              | 0               | 0               | UCL                | 1                  | 0                  | SU          | 0           | 0           | 5      | 1      |        |
| 2017-2018          | Dinamo Kiev        | PL                 | 12         | 2          | KU              | 2               | 0               | UCL+UEL            | 0+2                | 0+0                | SU          | 0           | 0           | 16     | 2      |        |
| 2018-2019          | Dinamo Kiev        | PL                 | 26         | 2          | KU              | 2               | 0               | UCL+UEL            | 4+10               | 0+0                | SU          | 1           | 0           | 43     | 2      |        |
| 2019-2020          | Dinamo Kiev        | PL                 | 9          | 0          | KU              | 0               | 0               | UCL                | 2                  | 0                  | SU          | 1           | 1           | 12     | 1      |        |
| 2020-2021          | Dinamo Kiev        | PL                 | 0          | 0          | KU              | 0               | 0               | UCL                | 0                  | 0                  | SU          | 0           | 0           | 0      | 0      |        |
| 2021-2022          | Dinamo Kiev        | PL                 | 0          | 0          | KU              | 0               | 0               | UCL                | 0                  | 0                  | SU          | 0           | 0           | 0      | 0      |        |
| 2022-feb. 2023     | Dinamo Kiev        | PL                 | 1          | 0          |                 | -               | -               | UCL+UEL            | 0+1                | 0                  |             | -           | -           | 2      | 0      |        |
| Totale Dinamo Kiev | Totale Dinamo Kiev | Totale Dinamo Kiev | 57         | 6          |                 | 9               | 0               |                    | 26                 | 0                  |             | 2           | 1           | 94     | 7      |        |
| feb.-giu. 2023     | Zorja              | PL                 | 0          | 0          |                 | -               | -               |                    | -                  | -                  |             | -           | -           | 0      | 0      |        |
| 2023-2024          | Kolos Kovalivka    | PL                 | 4          | 0          | KU              | 0               | 0               |                    | -                  | -                  |             | -           | -           | 0      | 0      |        |
| Totale carriera    | Totale carriera    | Totale carriera    | 57         | 6          |                 | 9               | 0               |                    | 26                 | 0                  |             | 2           | 1           | 94     | 7      |        |

### Cronologia presenze e reti in nazionale
| Cronologia completa delle presenze e delle reti in nazionale ― Ucraina | Cronologia completa delle presenze e delle reti in nazionale ― Ucraina | Cronologia completa delle presenze e delle reti in nazionale ― Ucraina | Cronologia completa delle presenze e delle reti in nazionale ― Ucraina | Cronologia completa delle presenze e delle reti in nazionale ― Ucraina | Cronologia completa delle presenze e delle reti in nazionale ― Ucraina | Cronologia completa delle presenze e delle reti in nazionale ― Ucraina | Cronologia completa delle presenze e delle reti in nazionale ― Ucraina |
| Data                                                                   | Città                                                                  | In casa                                                                | Risultato                                                              | Ospiti                                                                 | Competizione                                                           | Reti                                                                   | Note                                                                   |
| ---------------------------------------------------------------------- | ---------------------------------------------------------------------- | ---------------------------------------------------------------------- | ---------------------------------------------------------------------- | ---------------------------------------------------------------------- | ---------------------------------------------------------------------- | ---------------------------------------------------------------------- | ---------------------------------------------------------------------- |
| 31-5-2018                                                              | Ginevra                                                                | Marocco                                                                | 0 – 0                                                                  | Ucraina                                                                | Amichevole                                                             | -                                                                      |                                                                        |
| 3-6-2018                                                               | Zurigo                                                                 | Albania                                                                | 1 – 4                                                                  | Ucraina                                                                | Amichevole                                                             | -                                                                      | 33’                                                                    |
| 9-9-2018                                                               | Kiev                                                                   | Ucraina                                                                | 1 – 0                                                                  | Slovacchia                                                             | UEFA Nations League 2018-2019 - 1º turno                               | -                                                                      |                                                                        |
| 10-10-2018                                                             | Genova                                                                 | Italia                                                                 | 1 – 1                                                                  | Ucraina                                                                | Amichevole                                                             | -                                                                      | 47’                                                                    |
| 16-10-2018                                                             | Kiev                                                                   | Ucraina                                                                | 1 – 0                                                                  | Rep. Ceca                                                              | UEFA Nations League 2018-2019 - 1º turno                               | -                                                                      |                                                                        |
| 16-11-2018                                                             | Trnava                                                                 | Slovacchia                                                             | 4 – 1                                                                  | Ucraina                                                                | UEFA Nations League 2018-2019 - 1º turno                               | -                                                                      | 22’                                                                    |
| 25-3-2019                                                              | Lussemburgo                                                            | Lussemburgo                                                            | 1 – 2                                                                  | Ucraina                                                                | Qual. Euro 2020                                                        | -                                                                      | 48’                                                                    |
| 10-9-2019                                                              | Dnipro                                                                 | Ucraina                                                                | 2 – 2                                                                  | Nigeria                                                                | Amichevole                                                             | -                                                                      |                                                                        |
| Totale                                                                 |                                                                        | Presenze                                                               | 8                                                                      |                                                                        | Reti                                                                   | 0                                                                      |                                                                        |

## Palmarès

### Club

#### Competizioni nazionali
- Campionato ucraino: 3

Dinamo Kiev: 2014-2015, 2015-2016, 2020-2021
- Coppa d'Ucraina: 3

Dinamo Kiev: 2014-2015, 2019-2020, 2020-2021
- Supercoppa d'Ucraina: 4

Dinamo Kiev: 2016, 2018, 2019, 2020